# William Asher
William Asher (8 de agosto de 1921 - 16 de julio de 2012) fue un productor de cine y televisión, director de cine y guionista estadounidense.

## Biografía

### Vida y carrera
Hijo de la actriz Lillian Bonner y el productor judío Asher, William nació en Nueva York. Sus obras más famosas incluyen la dirección de episodios deThe Colgate Comedy Hour (1950), I Love Lucy (1951), Nuestra Miss Brooks (1952), General Electric Theater (1953), Make Room for Daddy (1953), December Bride (1954), The Dinah Shore Chevy Show (1956),  Sally (1957), The Twilight Zone (1959), The Patty Duke Show (1963), Bewitched (1964), Gidget (1965), The Dukes of Hazzard (1979), Private Benjamin (1981) y Alice (1976-85).
Asher dirigió 110 de los 179 episodios de I Love Lucy (1951-1957), y produjo y dirigió los 254 episodios de Bewitched (1964-1972). Ambas series se siguen retransmitiendo en docenas de idiomas en la actualidad. Estuvo casado con la actriz Elizabeth Montgomery desde 1963 hasta 1973, con la que tuvo tres hijos.
Dirigió varias películas, entre las que destaca la popular serie de historias de playa protagonizada por Annette Funicello y Frankie Avalon - Muscle Beach Party (1964), Bikini Beach (1964), y Beach Blanket Bingo (1965).
En noviembre de 2003 se le otorgó una estrella en el Paseo de las Estrellas de Palm Springs, ubicado en 100 North Palm Canyon Drive.

## Vida personal
Asher residía en California, con su cuarta esposa, Meredith.
Su familia continúa en el mundo del espectáculo. La hija de Asher (con Montgomery) Rebecca Asher es un supervisor de secuencia de comandos.
Su hijo adoptivo (a partir de su matrimonio con la actriz Joyce Bulifant) John Mallory Asher protagonizó la serie de televisión Weird Science (como Gary) y luego dirigió a Hilary Swank en  Kounterfeit . Continuó sus esfuerzos como director con  Diamonds , protagonizada por Kirk Douglas, Dan Aykroyd, Lauren Bacall y Jenny McCarthy (como Sugar).